# Psiogłowiec nowogwinejski
Psiogłowiec nowogwinejski, połoz psiogłowy (Cerberus rynchops) – lekko jadowity gatunek węża wodnego z rodziny Homalopsidae pochodzącego z przybrzeżnych wód Azji i Australii. Na Filipinach jest często trzymany w hodowlach.

## Występowanie
Obejmuje zasięgiem Azję i Australię. Jest często spotykany w namorzynach, jeziorach błotnych, strumieniach, stawach, jeziorach pływowych. 

## Tryb życia
Połoz psiogłowy jest wodnym wężem, prowadzącym nocny tryb życia. Posiada słaby jad. Żywi się głównie rybami, zjada także węgorze. Posiada chwytny ogon, sugerujący, że być może wąż wspina się na drzewa. 

## Rozmnażanie
Jest gatunkiem jajożyworodnym. Samica jednorazowo wydaje na świat od 8 do 30 młodych. Poród przebiega na lądzie lub w wodzie. 